# لارا كروفت تومب رايدر: مهد الحياة
لارا كروفت تومب رايدر:مهد الحياة (بالإنجليزية: Lara Croft Tomb Raider: The Cradle of Life)‏ هو فيلم سينمائي تم إنتاجه في بريطانيا سنة 2003 .

## قصة الفيلم
يبدأ الفيلم في جزيرة سانتوريني في اليونان خلال حفل زفاف وفي اثناء حفل الزفاف يقع زلزال قوي ويتسبب الزلزال بكشف عن معبد لونا الذي بناها الإسكندر الأكبر لكي يحفظ كنوزه الثمينة به. ومن بين هذه الكنوز جرم سماوي متوهج .

## إيرادات شباك التذاكر
حقق الفيلم أرباحا تقدر بـ $156,505,388

## وصلات خارجية
- الموقع الرسمي
- لارا كروفت تومب رايدر: مهد الحياة على موقع IMDb (الإنجليزية)
- لارا كروفت تومب رايدر: مهد الحياة على موقع ميتاكريتيك (الإنجليزية)
- لارا كروفت تومب رايدر: مهد الحياة على موقع الموسوعة البريطانية (الإنجليزية)
- لارا كروفت تومب رايدر: مهد الحياة على موقع روتن توميتوز (الإنجليزية)
- لارا كروفت تومب رايدر: مهد الحياة على موقع نتفليكس (الإنجليزية)
- لارا كروفت تومب رايدر: مهد الحياة على موقع قاعدة بيانات الأفلام العربية
- لارا كروفت تومب رايدر: مهد الحياة على موقع ألو سيني (الفرنسية)
- لارا كروفت تومب رايدر: مهد الحياة على موقع Turner Classic Movies (الإنجليزية)
- لارا كروفت تومب رايدر: مهد الحياة على موقع أول موفي (الإنجليزية)
- لارا كروفت تومب رايدر: مهد الحياة على موقع بوكس أوفيس موجو (الإنجليزية)
- Lara Croft Tomb Raider: The Cradle of Life Filming Locations in Wales